# 스트루에르시

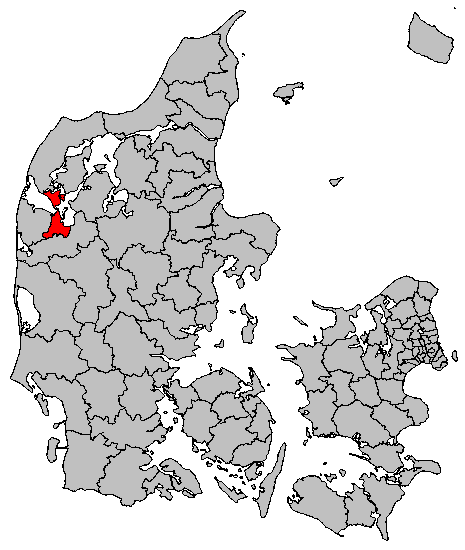
스트루에르 시의 위치

스트루에르시(덴마크어: Struer Kommune)는 덴마크 중앙윌란 지역에 위치한 지방 자치체로 행정 중심지는 스트루에르이며 면적은 245.90km2, 인구는 21,576명(2014년 4월 1일 기준)이다. 윌란반도 중서부에 위치한다.